# Lajtakáta
Lajtakáta (1899-ig Gáta, németül Gattendorf, horvátul Raušer) falu Ausztriában, Burgenland tartományban, a Nezsideri járásban.

## Fekvése
Nezsidertől 13 km-re északkeletre, a Lajta partján fekszik.

## Nevének eredete
Neve a besenyő kata (= őrhely) főnévből származik.
Neve hosszú ideig Sárkáta volt, a Lajta (magyarul: Sár) folyó nevéből adódóan.

## Története
1209-ben "Kata" néven említik először Csalló határleírásában. Területe már a bronzkorban lakott volt, leletei alapján a gátai kultúra névadó lelőhelye. A 11. században besenyő határőrtelepülés volt. 1146-ban a falunál gyülekeztek II. Géza csapatai, hogy összecsapjanak II. Henrik osztrák herceg bajor-osztrák seregével. A csata a magyar sereg teljes győzelmével végződött. Ekkor már fakápolna állt a településen. 1264-ben határőrzőkkel telepítették be. 1339-ben Károly Róbert király megerősíti Káta régi kiváltságait. A következőkben birtokosai gyakran változtak, illetve egyszerre több birtokosa is volt. Közülük a legjelentősebb a Raucher család volt. 1529-ben a Bécs ellen felvonuló török csapatok felégették, pusztává tették. 1535–40 között horvátokat telepítettek az elpusztult lakosság helyébe. A Runy, Madocsy, Babocsay, Vajay családok voltak birtokosai. Később az Eszterházy család birtoka volt. Az adók és robotterhek emelkedése után az Esterházyak itteni birtokát a Czell család vette meg, akik ma is tulajdonosok a községben.
Vályi András szerint " GATA. Gattendorf. Horváth eredetű falu Moson Vármegyéb. földes Urai G. Eszterházi, és B. Babocsay Uraságok, lakosai katolikusok, fekszik Ujfaluhoz egy fertály, Lajtafaluhoz fél, Nizsiderhez két órányira; számos zsidók is laknak benne, határja három nyomásbéli, kiváltképen rozsot, egyebet középszerűen terem, földgye egyenes, egy része követses, másik pedig fekete agyagos, fája a’ Lajta mellett ültetett fűzesből, réttyei középszerűek, legelője szűk, piatza Nizsiderben, erdeje nintsen, második Osztálybéli."
Fényes Elek szerint " Gátha, (Gattendorf), horváth falu, Mosony vmegyében, Pozsonyhoz 1 1/2 mfldnyire, a Lajta jobb partján, hol az egy szigetet képez. Itt jön össze a Pozsonyból Sopronba vivő ország- és postaut; a Mosonyból Brucknak vivő országuttal. Lakja 1058 kath., 3 ágostai, 171 zsidó. Kath. paroch. szentegyház. Synagóga. Vendégfogadó. Tehenészet. Uradalmi nemesített birkatenyésztés. Négy kerekű vizimalom. Szép urasági kastély, pompás angol kerttel együtt, mellyet egész hosszában a Lajta szőke habjai nedvesítenek, s mellynek természeti szépségét a mesteri művészkéz a nagy ritkaságu honi és külföldi csemeték és növények még sokkal többre emelik. Az angol kerthez tartoznak a gyümölcsös kert, veteményes kert, több üveg- és növényházak. 82 3/8 másodrendű jobbágytelke után bir 53 telkesgazda 339 2/ hold második, 1594 hold harmadik, 416 5/ hold negyedik osztálybeli szántóföldet, 127 4/ embervágó másod, 171 4/ embervágó harmadrendü rétet. Káposztáskertjei elégségesek. F. u. gr. Eszterházy Kázmér."
1910-ben 1105 német, horvát és magyar lakosa volt. A trianoni békeszerződésig Moson vármegye Rajkai járásához tartozott, akkor Ausztriához csatolták. Lajtakáta, Mosonújfalu és Lajtafalu 1971-ben Gattendorf-Neudorf községben egyesült. 1991. január 1-jétől Lajtakáta újra önálló község lett önálló önkormányzattal.

## Nevezetességei
- A Szentháromság  tiszteletére szentelt római katolikus temploma középkori eredetű.
- Régi kastélya 17. századi a 18. század első felében bővítették. Helyreállítása ma is tart.
- Új kastélya a 18. század első felében épült barokk stílusban.
- A közeli Szent Anna kápolna búcsújáróhely, mai formájában 1712-ben épült. A hagyomány szerint itt imádkozott Szent István király II. Konrád német-római császár elleni csatája előtt. Imája meghallgatásra talált, a magyar sereg győzött.
- Zsidó temető.

## Híres emberek
- Itt hunyt el 1701. január 26-án késmárki gróf Thököly Katalin Thököly Imre nővére.
- Itt volt plébános 1894-től 1922. november 8-án bekövetkezett haláláig Lévay Pál egyházi író.

## Külső hivatkozások
- Hivatalos oldal
- A község  az Osztrák Statisztikai Hivatal honlapján
- Magyar katolikus lexikon